# Santa Brígida (Bahia)
Pour les articles homonymes, voir Santa Brigida (homonymie).
Santa Brígida est une municipalité brésilienne de l'État de Bahia et la microrégion de Jeremoabo.